# Alf (TV-serie)

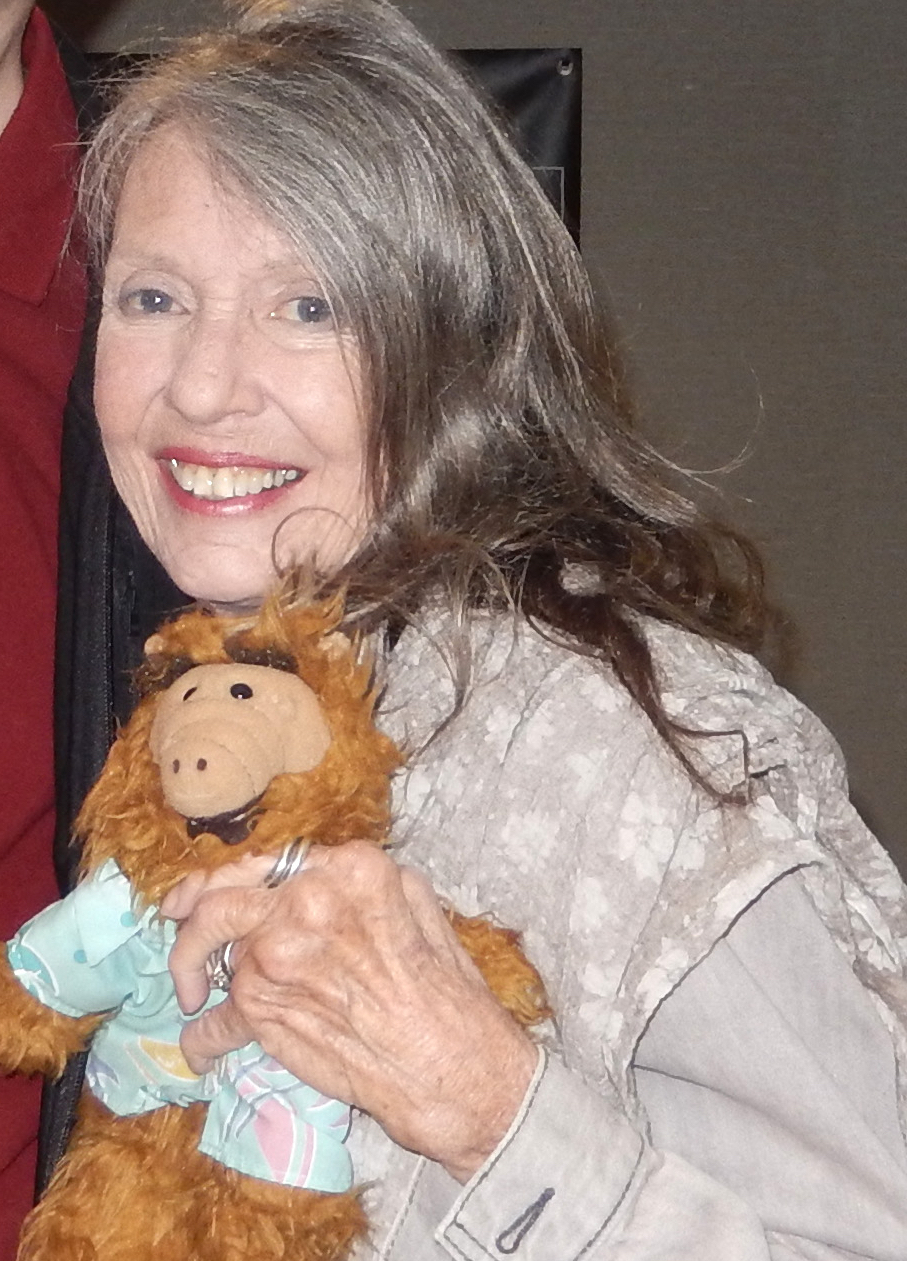
Anne Schedeen spelade rollen som Kate Tanner i TV-serien.

Alf (engelska: ALF) är en amerikansk sitcomserie från 1986–1990 av Tom Patchett och Paul Fusco, med bland andra Max Wright, Anne Schedeen och Andrea Elson i rollerna.

## Handling
Serien handlar om den självgode och sarkastiske utomjordingen Gordon Shumway från planeten Melmac, också kallad ALF (Alien Life Form), som bor hos familjen Tanner sedan han störtat med sitt rymdskepp i deras garage. Där lever han sedan ett traditionellt amerikanskt familjeliv, samtidigt som ingen utomstående tillåts upptäcka att han är där. Alf är ganska slarvig men godhjärtad och utsätter ständigt familjen Tanner för nya prövningar.

## Produktion
Under TV-seriens första säsong så spelade den 84 centimeter långe ungerske cirkusartisten Mihaly "Michu" Meszaros titelkaraktären iklädd en Alf-kostym varje gång Alf syntes i helkroppsfigur (gående, springande eller stående). Denna lösning användes dock sällan då Alf-kostymen var väldigt varm och obekväm för Meszaros att röra sig i under längre perioder under alltför ljusstark studiobelysning. I de flesta fall användes istället en mekanisk docka. Alf-dockan och Alf-kostymen går att särskilja från varandra då huvudformerna är något annorlunda varandra.

## Rollista i urval
- Paul Fusco – Alfs röst & dockspelare
  - Michu Meszaros – skådespelaren i Alf-dräkten
- Max Wright – Willie Tanner
- Anne Schedeen – Kate Tanner
- Andrea Elson – Lynn Tanner
- Benji Gregory – Brian Tanner
- John LaMotta – Trevor Ochmonek
- Liz Sheridan – Raquel Ochmonek

## Om serien
- Namnet på varje avsnitt är även namnet på en sång.
- Karaktären ALF blev rankad som en av de 25 största Sci Fi-legenderna av tidningen "TV Guide".[2]
- Namnen på de Melmacianska högtiderna är tagna från TV-seriens medarbetare.
- I Sverige började serien visas i Kanal 1 den 12 januari 1988.[3]
- Under 2006 gjorde ALF comeback på amerikansk TV i en egen talkshow i kabelkanalen TV Land.
- En serietidning baserad på TV-serien gavs ut av Satellitförlaget 1988–1990. Se vidare Alf (serietidning).
- Alf förekom som tecknad serie också.